# Discografia di Janet Jackson
La discografia di Janet Jackson, cantante pop-R&B statunitense, comprende 11 album in studio, 2 album di remix, 3 compilation, 8 album video e oltre 70 singoli.

## Album in studio
| Anno                                                                          | Titolo e dettagli                                                                                            | Classifiche | Classifiche | Classifiche | Classifiche | Classifiche | Classifiche | Classifiche | Classifiche | Classifiche | Classifiche | Certificazioni                                                 |
| Anno                                                                          | Titolo e dettagli                                                                                            | USA         | USA R&B/HH  | AUS         | CAN         | FRA         | GER         | NLD         | NZL         | SWI         | UK          | Certificazioni                                                 |
| ----------------------------------------------------------------------------- | --- | ----------- | ----------- | ----------- | ----------- | ----------- | ----------- | ----------- | ----------- | ----------- | ----------- | -------------------------------------------------------------- |
| 1982                                                                          | Janet Jackson - Pubblicato: 21 settembre 1982 - Etichetta: A&M - Formati: CD, MC, LP                         | 63          | 6           | —           | —           | —           | —           | —           | 44          | —           | —           |                                                                |
| 1984                                                                          | Dream Street - Pubblicato: 23 ottobre 1984 - Etichetta: A&M - Formati: CD, MC, LP                            | 147         | 19          | —           | —           | —           | —           | —           | —           | —           | —           |                                                                |
| 1986                                                                          | Control - Pubblicato: 4 febbraio 1986 - Etichetta: A&M - Formati: CD, MC, LP                                 | 1           | 1           | 25          | 11          | —           | 36          | 7           | 5           | 28          | 8           | - USA: Platino (5) - CAN: Platino - UK: Platino                |
| 1989                                                                          | Janet Jackson's Rhythm Nation 1814 - Pubblicato: 19 settembre 1989 - Etichetta: A&M - Formati: CD, MC, LP    | 1           | 1           | 1           | 5           | —           | 39          | 28          | 9           | 23          | 4           | - USA: Platino (6) - CAN: Platino - UK: Platino                |
| 1993                                                                          | janet. - Pubblicato: 18 maggio 1993 - Etichetta: Virgin - Formati: CD, MC, LP                                | 1           | 1           | 1           | 1           | 16          | 5           | 4           | 1           | 10          | 1           | - USA: Platino (6) - CAN: Platino (3) - UK: Platino (2)        |
| 1997                                                                          | The Velvet Rope - Pubblicato: 7 ottobre 1997 - Etichetta: Virgin - Formati: CD, MC, LP                       | 1           | 2           | 4           | 2           | 5           | 5           | 3           | 8           | 5           | 6           | - USA: Platino (3) - CAN: Platino (3) - GER: Oro - UK: Platino |
| 2001                                                                          | All for You - Pubblicato: 24 aprile 2001 - Etichetta: Virgin - Formati: CD, MC, LP                           | 1           | 1           | 3           | 1           | 2           | 3           | 4           | 6           | 2           | 2           | - USA: Platino (2) - CAN: Platino (3) - GER: Oro - UK: Oro     |
| 2004                                                                          | Damita Jo - Pubblicato: 30 marzo 2004 - Etichetta: Virgin - Formati: CD, MC, LP                              | 2           | 2           | 18          | 7           | 35          | 21          | 23          | 50          | 34          | 32          | - USA: Platino - CAN: Platino - UK: Argento                    |
| 2006                                                                          | 20 Y.O. - Pubblicato: 22 settembre 2006 - Etichetta: Virgin - Formati: CD, MC, LP, download digitale         | 2           | 1           | 55          | 4           | 32          | 46          | 34          | —           | 35          | 63          | - USA: Platino                                                 |
| 2008                                                                          | Discipline - Pubblicato: 25 febbraio 2008 - Etichetta: Island - Formati: CD, MC, LP, download digitale       | 1           | 1           | 16          | 3           | 43          | 38          | 28          | 35          | 9           | 63          |                                                                |
| 2015                                                                          | Unbreakable - Pubblicato: 2 ottobre 2015 - Etichetta: Rhythm Nation - Formati: CD, MC, LP, download digitale | 1           | 1           | 11          | 1           | 28          | 34          | 12          | —           | 28          | 11          |                                                                |
| "—" indica una pubblicazione non classificata o non pubblicata in quel paese. | |             |             |             |             |             |             |             |             |             |             |                                                                |

## Album di remix
| Anno                                                                          | Titolo e dettagli                                                                         | Classifiche | Classifiche | Classifiche | Classifiche | Classifiche | Certificazioni |
| Anno                                                                          | Titolo e dettagli                                                                         | AUS         | GER         | NLD         | SWI         | UK          | Certificazioni |
| ----------------------------------------------------------------------------- | ----------------------------------------------------------------------------------------- | ----------- | ----------- | ----------- | ----------- | ----------- | -------------- |
| 1987                                                                          | Control: The Remixes - Pubblicato: 26 gennaio 1987 - Etichetta: A&M - Formati: CD, MC, LP | —           | —           | —           | —           | 20          | - UK: Oro      |
| 1995                                                                          | janet. Remixed - Pubblicato: 13 marzo 1995 - Etichetta: Virgin - Formati: CD, MC, LP      | 63          | 26          | 29          | 21          | 15          |                |
| "—" indica una pubblicazione non classificata o non pubblicata in quel paese. |                                                                                           |             |             |             |             |             |                |

## Raccolte
| Anno                                                                          | Titolo e dettagli                                                                                                | Classifiche | Classifiche | Classifiche | Classifiche | Classifiche | Classifiche | Classifiche | Classifiche | Classifiche | Classifiche | Certificazioni                                                 |
| Anno                                                                          | Titolo e dettagli                                                                                                | USA         | USA R&B/HH  | AUS         | CAN         | FRA         | GER         | NLD         | NZL         | SWI         | UK          | Certificazioni                                                 |
| ----------------------------------------------------------------------------- | --- | ----------- | ----------- | ----------- | ----------- | ----------- | ----------- | ----------- | ----------- | ----------- | ----------- | -------------------------------------------------------------- |
| 1995                                                                          | Design of a Decade 1986/1996 - Pubblicato: 10 ottobre 1995 - Etichetta: A&M - Formati: CD, MC, LP                | 3           | 4           | 2           | 5           | 2           | 10          | 8           | 1           | 6           | 2           | - USA: Platino (2) - CAN: Platino - GER: Oro - UK: Platino (2) |
| 2009                                                                          | Number Ones/The Best - Pubblicato: 17 novembre 2009 - Etichetta: A&M, Universal - Formati: CD, download digitale | 22          | 3           | —           | —           | —           | —           | —           | —           | —           | 28          | - UK: Oro                                                      |
| 2010                                                                          | Icon: Number Ones - Pubblicato: 31 agosto 2010 - Etichetta: A&M, Universal - Formati: CD, download digitale      | —           | 40          | —           | —           | —           | —           | —           | —           | —           | —           |                                                                |
| "—" indica una pubblicazione non classificata o non pubblicata in quel paese. | |             |             |             |             |             |             |             |             |             |             |                                                                |

## Album video

### Concerti
| Anno | Titolo e dettagli                                                                                                 | Certificazioni                |
| ---- | --- | ----------------------------- |
| 1999 | The Velvet Rope Tour - Live in Concert - Pubblicato: 9 marzo 1999 - Etichetta: Eagle Rock - Formati: DVD, LD, VHS | - USA: Platino                |
| 2002 | Janet: Live in Hawaii - Pubblicato: 17 giugno 2002 - Etichetta: Eagle Rock - Formati: DVD, VHS                    | - USA: Platino - CAN: Platino |

### Raccolte di videoclip
| Anno | Titolo e dettagli                                                                                      | Certificazioni     |
| ---- | --- | ------------------ |
| 1986 | Control – The Videos - Pubblicato: 1986 - Etichetta: A&M - Formati: LD, VHS                            | - USA: Platino     |
| 1987 | Control – The Videos Part II - Pubblicato: 1987 - Etichetta: A&M - Formati: LD, VHS                    | - USA: Oro         |
| 1989 | Janet Jackson's Rhythm Nation 1814 - Pubblicato: 1989 - Etichetta: A&M - Formati: LD, VHS              | - USA: Platino (2) |
| 1990 | The Rhythm Nation Compilation - Pubblicato: 1990 - Etichetta: A&M - Formati: DVD, LD, VHS              | - USA: Platino     |
| 1994 | janet. - Pubblicato: 15 novembre 1994 - Etichetta: Virgin - Formati: LD, VHS                           | - USA: Oro         |
| 1995 | Design of a Decade 1986/1996 - Pubblicato: 10 ottobre 1995 - Etichetta: A&M - Formati: DVD, LD, VHS    | - USA: Oro         |
| 2001 | All for You - Pubblicato: 2001 - Etichetta: Virgin - Formati: DVD                                      |                    |
| 2004 | From janet. to Damita Jo: The Videos - Pubblicato: 6 settembre 2004 - Etichetta: Virgin - Formati: DVD |                    |

## Singoli

### Come artista principale

#### Anni 1980
| Anno                                                                          | Titolo                                       | Classifiche | Classifiche | Classifiche | Classifiche | Classifiche | Classifiche | Classifiche | Classifiche | Classifiche | Classifiche | Certificazioni                      | Album di provenienza               |
| Anno                                                                          | Titolo                                       | USA         | USA R&B/HH  | AUS         | CAN         | FRA         | GER         | NLD         | NZL         | SWI         | UK          | Certificazioni                      | Album di provenienza               |
| ----------------------------------------------------------------------------- | -------------------------------------------- | ----------- | ----------- | ----------- | ----------- | ----------- | ----------- | ----------- | ----------- | ----------- | ----------- | ----------------------------------- | ---------------------------------- |
| 1982                                                                          | Young Love                                   | 64          | 6           | —           | —           | —           | —           | —           | 16          | —           | —           |                                     | Janet Jackson                      |
| 1983                                                                          | Come Give Your Love to Me                    | 58          | 17          | —           | —           | —           | —           | —           | —           | —           | —           |                                     | Janet Jackson                      |
| 1983                                                                          | Say You Do                                   | —           | 15          | —           | —           | —           | —           | —           | —           | —           | —           |                                     | Janet Jackson                      |
| 1983                                                                          | Love and My Best Friend                      | —           | —           | —           | —           | —           | —           | —           | —           | —           | —           |                                     | Janet Jackson                      |
| 1983                                                                          | Don't Mess Up This Good Thing                | —           | —           | —           | —           | —           | —           | —           | —           | —           | —           |                                     | Janet Jackson                      |
| 1984                                                                          | Don't Stand Another Chance                   | 101         | 9           | —           | —           | —           | —           | —           | —           | —           | —           |                                     | Dream Street                       |
| 1984                                                                          | Two to the Power of Love (con Cliff Richard) | —           | —           | —           | —           | —           | —           | —           | —           | —           | 83          |                                     | Dream Street                       |
| 1984                                                                          | Fast Girls                                   | —           | 40          | —           | —           | —           | —           | —           | —           | —           | —           |                                     | Dream Street                       |
| 1984                                                                          | Dream Street                                 | —           | —           | —           | —           | —           | —           | —           | —           | —           | —           |                                     | Dream Street                       |
| 1986                                                                          | What Have You Done for Me Lately             | 4           | 1           | 6           | 6           | 55          | 8           | 3           | 27          | 9           | 3           | - USA: Oro - CAN: Oro - UK: Argento | Control                            |
| 1986                                                                          | Nasty                                        | 3           | 1           | 17          | 8           | 99          | 9           | 5           | 8           | 8           | 19          | - USA: Oro - CAN: Oro               | Control                            |
| 1986                                                                          | When I Think of You                          | 1           | 3           | 53          | 6           | —           | 36          | 2           | 23          | —           | 10          | - USA: Oro                          | Control                            |
| 1986                                                                          | Control                                      | 5           | 1           | 82          | 17          | —           | —           | 9           | 16          | —           | 42          | - USA: Oro                          | Control                            |
| 1987                                                                          | Let's Wait Awhile                            | 2           | 1           | 21          | 11          | —           | 34          | 14          | 26          | 27          | 3           | - UK: Argento                       | Control                            |
| 1987                                                                          | The Pleasure Principle                       | 14          | 1           | 50          | 35          | —           | —           | 25          | 37          | —           | 24          |                                     | Control                            |
| 1987                                                                          | Funny How Time Flies                         | —           | —           | —           | —           | —           | —           | —           | —           | —           | 59          |                                     | Control                            |
| 1989                                                                          | Miss You Much                                | 1           | 1           | 12          | 2           | 67          | 16          | 15          | 2           | 20          | 22          | - USA: Platino - CAN: Oro           | Janet Jackson's Rhythm Nation 1814 |
| 1989                                                                          | Rhythm Nation                                | 2           | 1           | 56          | 6           | —           | 83          | 9           | 17          | 22          | 23          | - USA: Oro                          | Janet Jackson's Rhythm Nation 1814 |
| "—" indica una pubblicazione non classificata o non pubblicata in quel paese. |                                              |             |             |             |             |             |             |             |             |             |             |                                     |                                    |

#### Anni 1990
| Anno                                                                          | Titolo                                                                                       | Classifiche | Classifiche | Classifiche | Classifiche | Classifiche | Classifiche | Classifiche | Classifiche | Classifiche | Classifiche | Certificazioni                          | Album di provenienza                       |
| Anno                                                                          | Titolo                                                                                       | USA         | USA R&B/HH  | AUS         | CAN         | FRA         | GER         | NLD         | NZL         | SWI         | UK          | Certificazioni                          | Album di provenienza                       |
| ----------------------------------------------------------------------------- | -------------------------------------------------------------------------------------------- | ----------- | ----------- | ----------- | ----------- | ----------- | ----------- | ----------- | ----------- | ----------- | ----------- | --------------------------------------- | ------------------------------------------ |
| 1990                                                                          | Escapade                                                                                     | 1           | 1           | 25          | 1           | 23          | 17          | 17          | 15          | —           | 17          | - USA: Oro                              | Janet Jackson's Rhythm Nation 1814         |
| 1990                                                                          | Alright (solo o feat. Heavy D)                                                               | 4           | 2           | 100         | 6           | —           | 43          | 35          | 28          | —           | 20          | - USA: Oro                              | Janet Jackson's Rhythm Nation 1814         |
| 1990                                                                          | Come Back to Me                                                                              | 2           | 2           | 79          | 3           | —           | —           | —           | —           | —           | 20          |                                         | Janet Jackson's Rhythm Nation 1814         |
| 1990                                                                          | Black Cat                                                                                    | 1           | 10          | 6           | 4           | —           | 34          | 18          | 25          | 10          | 15          | - USA: Oro                              | Janet Jackson's Rhythm Nation 1814         |
| 1990                                                                          | Love Will Never Do (Without You)                                                             | 1           | 3           | 14          | 1           | —           | —           | 32          | 27          | —           | 34          | - USA: Oro                              | Janet Jackson's Rhythm Nation 1814         |
| 1991                                                                          | State of the World                                                                           | —           | —           | 94          | —           | —           | —           | —           | —           | —           | —           |                                         | Janet Jackson's Rhythm Nation 1814         |
| 1992                                                                          | The Best Things in Life Are Free (con Luther Vandross feat. Bell Biv DeVoe e Ralph Tresvant) | 10          | 1           | 2           | 8           | —           | 8           | 20          | 6           | 32          | 2           | - UK: Argento                           | Mo' Money                                  |
| 1993                                                                          | That's the Way Love Goes                                                                     | 1           | 1           | 1           | 1           | 15          | 9           | 7           | 1           | 11          | 2           | - USA: Platino - UK: Argento            | janet.                                     |
| 1993                                                                          | If                                                                                           | 4           | 3           | 18          | 3           | —           | 25          | 10          | 8           | 27          | 14          | - USA: Oro                              | janet.                                     |
| 1993                                                                          | Again                                                                                        | 1           | 7           | 19          | 2           | —           | 29          | 20          | 13          | 20          | 6           | - USA: Platino                          | janet.                                     |
| 1994                                                                          | Because of Love                                                                              | 10          | 9           | 25          | 10          | —           | 72          | 39          | 23          | —           | 19          |                                         | janet.                                     |
| 1994                                                                          | Any Time, Any Place                                                                          | 2           | 1           | 37          | 21          | —           | —           | —           | 20          | —           | 13          | - USA: Oro                              | janet.                                     |
| 1994                                                                          | Throb                                                                                        | —           | —           | —           | —           | —           | —           | —           | —           | —           | —           |                                         | janet.                                     |
| 1994                                                                          | You Want This (feat. MC Lyte)                                                                | 8           | 9           | 16          | 15          | —           | 90          | 37          | 11          | —           | 14          | - USA: Oro                              | janet.                                     |
| 1995                                                                          | Whoops Now                                                                                   | —           | —           | 49          | —           | 5           | 11          | 38          | 1           | 15          | 9           |                                         | janet.                                     |
| 1995                                                                          | What'll I Do                                                                                 | —           | —           | 14          | —           | —           | —           | —           | —           | —           | —           |                                         | janet.                                     |
| 1995                                                                          | Scream (con Michael Jackson)                                                                 | 5           | 2           | 2           | 5           | 4           | 8           | 4           | 1           | 3           | 3           | - USA: Platino                          | HIStory: Past, Present and Future - Book I |
| 1995                                                                          | Runaway                                                                                      | 3           | 6           | 8           | 2           | 25          | 39          | 28          | 3           | 24          | 6           | - USA: Oro                              | Design of a Decade 1986/1996               |
| 1995                                                                          | Twenty Foreplay                                                                              | —           | —           | 29          | 27          | —           | 74          | 41          | 38          | —           | 22          |                                         | Design of a Decade 1986/1996               |
| 1997                                                                          | Got 'til It's Gone (feat. Q-Tip e Joni Mitchell)                                             | —           | —           | 10          | 19          | 11          | 17          | 9           | 4           | 11          | 6           | - UK: Argento                           | The Velvet Rope                            |
| 1997                                                                          | Together Again                                                                               | 1           | 8           | 4           | 2           | 2           | 2           | 1           | 5           | 2           | 4           | - USA: Oro - GER: Platino - UK: Platino | The Velvet Rope                            |
| 1998                                                                          | I Get Lonely (solo o feat. Blackstreet)                                                      | 3           | 1           | 21          | 20          | 72          | 75          | 20          | 6           | 41          | 5           | - USA: Oro                              | The Velvet Rope                            |
| 1998                                                                          | Go Deep                                                                                      | —           | —           | 39          | 2           | 22          | 72          | 54          | 13          | —           | 13          |                                         | The Velvet Rope                            |
| 1998                                                                          | You                                                                                          | —           | —           | —           | —           | —           | —           | —           | —           | —           | —           |                                         | The Velvet Rope                            |
| 1998                                                                          | Every Time                                                                                   | 125         | —           | 52          | —           | 95          | 67          | 38          | 34          | —           | 46          |                                         | The Velvet Rope                            |
| 1999                                                                          | Girlfriend/Boyfriend (con i Backstreet feat. Ja Rule e Eve)                                  | 47          | 17          | 16          | 14          | 71          | 98          | 41          | 12          | —           | 11          |                                         | Finally                                    |
| "—" indica una pubblicazione non classificata o non pubblicata in quel paese. |                                                                                              |             |             |             |             |             |             |             |             |             |             |                                         |                                            |

#### Anni 2000
| Anno                                                                          | Titolo                                             | Classifiche | Classifiche | Classifiche | Classifiche | Classifiche | Classifiche | Classifiche | Classifiche | Classifiche | Classifiche | Certificazioni           | Album di provenienza             |
| Anno                                                                          | Titolo                                             | USA         | USA R&B/HH  | AUS         | CAN         | FRA         | GER         | NLD         | NZL         | SWI         | UK          | Certificazioni           | Album di provenienza             |
| ----------------------------------------------------------------------------- | -------------------------------------------------- | ----------- | ----------- | ----------- | ----------- | ----------- | ----------- | ----------- | ----------- | ----------- | ----------- | ------------------------ | -------------------------------- |
| 2000                                                                          | Doesn't Really Matter                              | 1           | 3           | 28          | 3           | 40          | 23          | 15          | 27          | 17          | 5           | - USA: Oro - UK: Argento | La famiglia del professore matto |
| 2001                                                                          | All for You                                        | 1           | 1           | 5           | 1           | 3           | 16          | 15          | 2           | 7           | 3           | - UK: Argento            | All for You                      |
| 2001                                                                          | Someone to Call My Lover                           | 3           | 11          | 15          | 9           | 58          | 65          | 46          | 18          | 42          | 11          |                          | All for You                      |
| 2001                                                                          | Son of a Gun (con Carly Simon feat. Missy Elliott) | 28          | 26          | 20          | —           | —           | 69          | 34          | 49          | 56          | 13          |                          | All for You                      |
| 2004                                                                          | Just a Little While                                | 45          | —           | 20          | 3           | 72          | 54          | 43          | —           | 37          | 15          |                          | Damita Jo                        |
| 2004                                                                          | I Want You                                         | 57          | 18          | 24          | —           | —           | —           | —           | —           | —           | 19          | - USA: Platino           | Damita Jo                        |
| 2004                                                                          | All Nite (Don't Stop)                              | 119         | 90          | 24          | —           | —           | 48          | 35          | 39          | 76          | 19          |                          | Damita Jo                        |
| 2006                                                                          | Call on Me (con Nelly)                             | 25          | 1           | —           | —           | 41          | 45          | —           | 11          | 43          | 18          |                          | 20 Y.O.                          |
| 2006                                                                          | So Excited (feat. Khia)                            | 90          | 34          | —           | —           | —           | —           | —           | —           | —           | —           |                          | 20 Y.O.                          |
| 2006                                                                          | With U                                             | —           | 65          | —           | —           | —           | —           | —           | —           | —           | —           |                          | 20 Y.O.                          |
| 2007                                                                          | Feedback                                           | 19          | 39          | 50          | 3           | 36          | 40          | 59          | 17          | 51          | 114         |                          | Discipline                       |
| 2008                                                                          | Rock with U                                        | —           | —           | —           | —           | —           | —           | —           | —           | —           | —           |                          | Discipline                       |
| 2008                                                                          | LUV                                                | —           | 34          | —           | —           | —           | —           | —           | —           | —           | —           |                          | Discipline                       |
| 2008                                                                          | Can't B Good                                       | —           | 76          | —           | —           | —           | —           | —           | —           | —           | —           |                          | Discipline                       |
| 2009                                                                          | Make Me                                            | —           | 71          | —           | —           | —           | —           | —           | —           | —           | 73          |                          | Number Ones/The Best             |
| "—" indica una pubblicazione non classificata o non pubblicata in quel paese. |                                                    |             |             |             |             |             |             |             |             |             |             |                          |                                  |

#### Anni 2010
| Anno                                                                          | Titolo                           | Classifiche | Classifiche | Classifiche | Album di provenienza |
| Anno                                                                          | Titolo                           | USA         | USA R&B/HH  | FRA         | Album di provenienza |
| ----------------------------------------------------------------------------- | -------------------------------- | ----------- | ----------- | ----------- | -------------------- |
| 2010                                                                          | Nothing                          | —           | 58          | —           | Icon: Number Ones    |
| 2015                                                                          | No Sleeep (solo o feat. J. Cole) | 63          | 18          | 106         | Unbreakable          |
| 2015                                                                          | Unbreakable                      | —           | —           | —           | Unbreakable          |
| 2016                                                                          | Dammn Baby                       | —           | —           | —           | Unbreakable          |
| 2018                                                                          | Made for Now (con Daddy Yankee)  | 88          | 36          | —           | /                    |
| "—" indica una pubblicazione non classificata o non pubblicata in quel paese. |                                  |             |             |             |                      |

### Come artista ospite
| Anno                                                                          | Titolo                                                  | Classifiche | Classifiche | Classifiche | Classifiche | Classifiche | Classifiche | Classifiche | Classifiche | Classifiche | Classifiche | Certificazioni | Album di provenienza                                   |
| Anno                                                                          | Titolo                                                  | USA         | USA R&B/HH  | AUS         | CAN         | FRA         | GER         | NLD         | NZL         | SWI         | UK          | Certificazioni | Album di provenienza                                   |
| ----------------------------------------------------------------------------- | ------------------------------------------------------- | ----------- | ----------- | ----------- | ----------- | ----------- | ----------- | ----------- | ----------- | ----------- | ----------- | -------------- | ------------------------------------------------------ |
| 1987                                                                          | Diamonds (Herb Alpert feat. Janet Jackson e Lisa Keith) | 5           | 1           | 47          | 4           | —           | 15          | 3           | 31          | 23          | 27          |                | Keep Your Eye on Me                                    |
| 1998                                                                          | Luv Me, Luv Me (Shaggy feat. Janet Jackson)             | 76          | —           | —           | —           | —           | —           | —           | —           | —           | —           |                | Hot Shot                                               |
| 1999                                                                          | What's It Gonna Be?! (Busta Rhymes feat. Janet Jackson) | 3           | 1           | 65          | —           | —           | 42          | 29          | 7           | 41          | 6           | - USA: Oro     | E.L.E. (Extinction Level Event): The Final World Front |
| 2002                                                                          | Feel It Boy (Beenie Man feat. Janet Jackson)            | 28          | 31          | 18          | 15          | 47          | 72          | 33          | 12          | 40          | 9           |                | Tropical Storm                                         |
| 2005                                                                          | Don't Worry (Chingy feat. Janet Jackson)                | —           | 60          | —           | —           | —           | —           | —           | —           | —           | —           |                | Powerballin'                                           |
| "—" indica una pubblicazione non classificata o non pubblicata in quel paese. |                                                         |             |             |             |             |             |             |             |             |             |             |                |                                                        |

### Altre partecipazioni
| Anno | Titolo                                                 | Album di provenienza |
| ---- | ------------------------------------------------------ | -------------------- |
| 1987 | Making Love in the Rain (Herb Alpert feat. Lisa Keith) | Keep Your Eye on Me  |
| 1989 | 2300 Jackson Street (The Jacksons)                     | 2300 Jackson Street  |
| 2010 | We Are the World 25 for Haiti (Artists for Haiti)      | /                    |

### Singoli promozionali
| Anno | Titolo                          | Album di provenienza       |
| ---- | ------------------------------- | -------------------------- |
| 1985 | Start Anew                      | Control (Japanese Edition) |
| 1999 | Ask for More                    | /                          |
| 2001 | Come on Get Up                  | All for You                |
| 2003 | Janet Megamix 04                | /                          |
| 2004 | R&B Junkie                      | Damita Jo                  |
| 2006 | Enjoy                           | 20 Y.O.                    |
| 2015 | Burnitup! (feat. Missy Elliott) | Unbreakable                |
| 2016 | The Great Forever               | Unbreakable                |